# Puchar Ameryki Południowej w narciarstwie alpejskim 2018
Sezon 2018 Pucharu Ameryki Południowej w narciarstwie alpejskim rozpoczął się 25 sierpnia w argentyńskim Las Leñas. Ostatnie zawody z tego cyklu zostały rozegrane 19 września 2018 roku w argentyńskim kurorcie Cerro Castor. Rozegranych zostało 14 konkursów dla kobiet i dla mężczyzn.
Z powodu odwołania wszystkich zawodów superkombinacji, nie przeprowadzona została klasyfikacja tej konkurencji, jak i również nie została brana pod uwagę do klasyfikacji generalnej.

## Puchar Ameryki Południowej w narciarstwie alpejskim kobiet
Wśród kobiet Pucharu Ameryki Południowej broniła Chilijka Noelle Barahona. Tym razem najlepsza okazała się Argentynka Macarena Simari Birkner.
W poszczególnych klasyfikacjach tryumfowały:
- zjazd: Aleksandra Prokopjewa
- slalom: Mireia Gutiérrez
- gigant: Andrea Ellenberger
- supergigant: Aleksandra Prokopjewa
- superkombinacja: -

## Puchar Ameryki Południowej w narciarstwie alpejskim mężczyzn
Wśród mężczyzn Pucharu Ameryki Południowej bronił Serb Marko Vukićević. Tym razem najlepszy okazał się Słoweniec Klemen Kosi.
W poszczególnych klasyfikacjach tryumfowali:
- zjazd: Dominik Schwaiger
- slalom: Cristian Javier Simari Birkner
- gigant: Cristian Javier Simari Birkner
- supergigant: Klemen Kosi
- superkombinacja: -